# Неомануелінський стиль

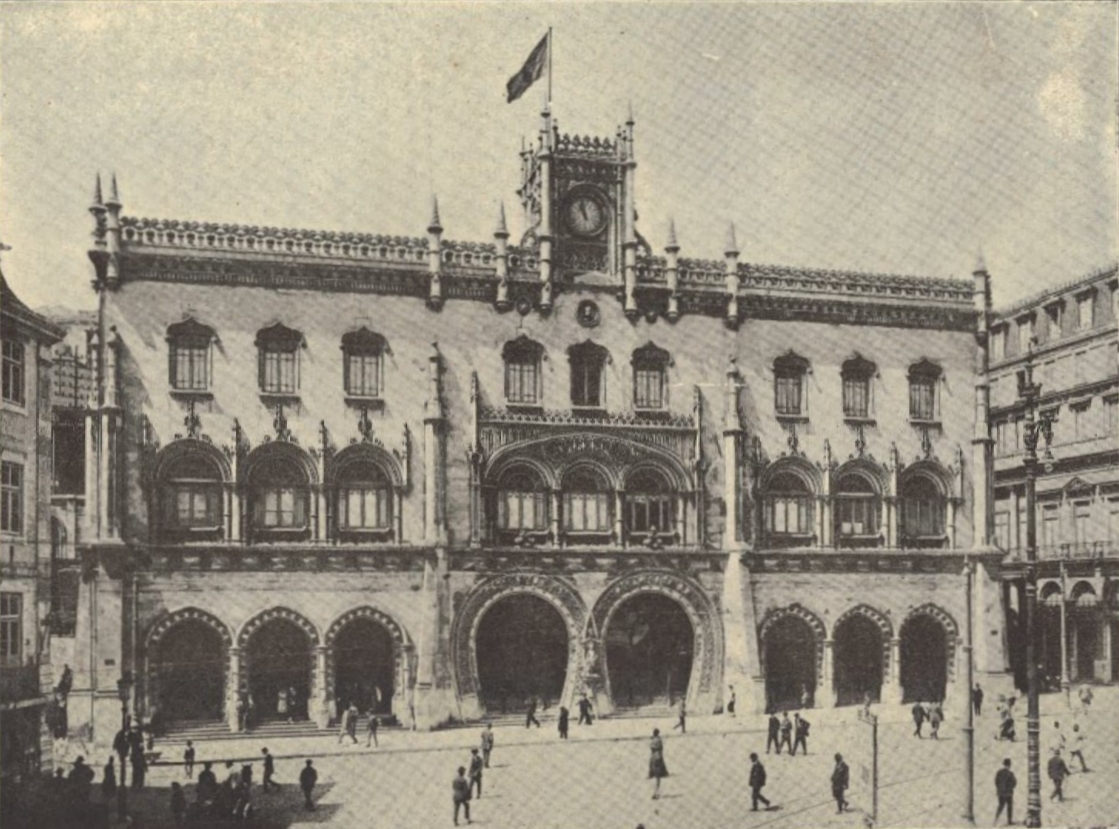
Залізничний вокзал Россіо в Лісабоні, Португалія

Неомануелінський стиль — це стиль архітектури Великого пробудження, який походить із португальського стилю Мануеліно XVI століття. Неомануелінські споруди були зведеніпо всій Португалії, Бразилії та Лузофонії (колишня Португальська імперія).  

## Історія

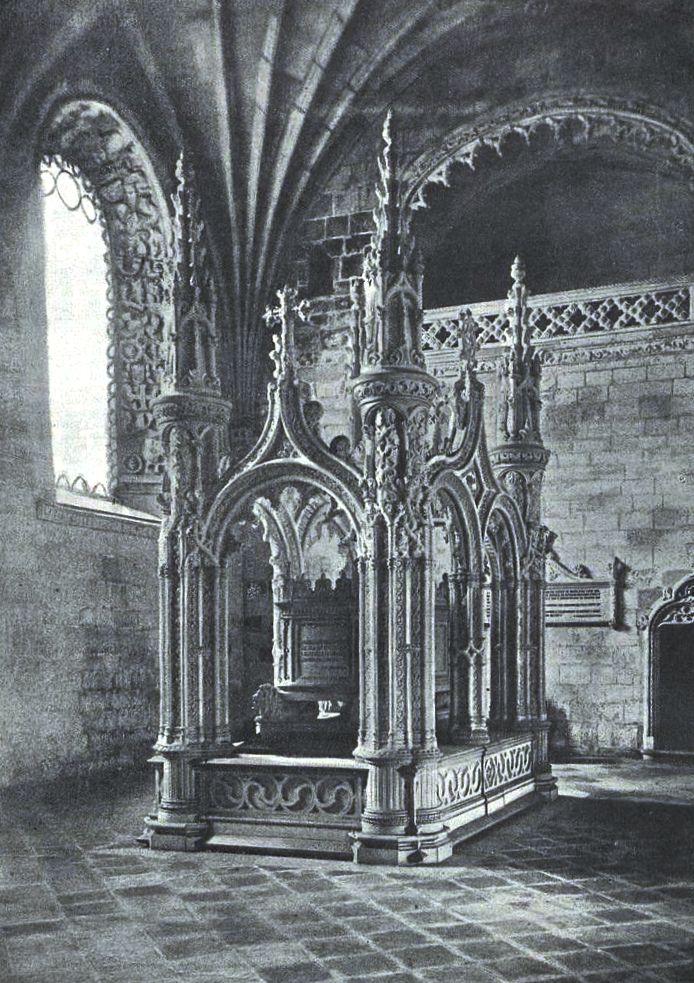
Гробниця Алеша́ндре Еркула́ну

Термін "Мануеліно" був введений в 1842 р. бразильським істориком мистецтва Франсиско Адольфо де Варнхагеном  щоб позначити художній стиль, що розвинувся в період правління Мануела I Португальського (1495–1521). Стиль Мануеліно збігся з Добою великих географічних відкриттів і піком португальської морської сили. Відповідно до модної архітектури відродження, яка розповсюджувалась по всій Європі з середини XVIII століття,   Мануелінського стиль вважався найбільш автентичним португальським архітектурним стилем . 
Неомануелінський стиль бере початок від будівництва палацу Пена в Сінтрі Фердинанда II між 1839 і 1849 рр.  Іншим проектом цього стилю була реставрація монастиря єронімітів у Лісабоні протягом 1860-х років, під час якої при монастирі було зведено нову вежу та деякі прибудови  (де зараз розміщуються Морський музей та Національний археологічний музей). За цей час також було відреставровано знакову Башту Белема з кількома доповненнями. Інші важливі споруди Неомануелінський стилю в Португалії —  залізничний вокзал Россіо, Лісабон (1886–90), Палац Готель ду Бузаку (1888–1907), ратуша Сінтри (1906–09), палац графів Кастро Гімареш у Кашкайш (1900 ) та Кінта -да Регалейра в Сінтрі (1904–10). Не обійшов цей стиль і приватні будинки містян. 
Неомануелін з часом поширився на колонії та колишні португальські колонії. У Бразилії є декілька будівель, побудованих португальцями у цьому стилі.  Найважливіша з них  —  це Real Gabinete Português de Leitura (Португальська королівська читальня), побудована між 1880 та 1887 роками португальськими іммігрантами в центрі Ріо-де-Жанейро .  Інші будівлі Бразилії: Португальський центр у Сантосі (Centro Português de Santos, 1898–1901), Португальська бібліотека Баїї (1915–18) та Португальський літературний ліцей (Liceu Literário Português ) у Ріо-де-Жанейро (1938). 
Приклади неомануелінських будівель можна також знайти на африканських та азійських територіях колишньої Португальської колоніальної імперії, та, навіть, у країнах, які не були безпосередньо пов’язані з португальською культурою. Наприклад, особняк Арсенія Морозова (1895–99) у Москві, Росія.   

## Галерея

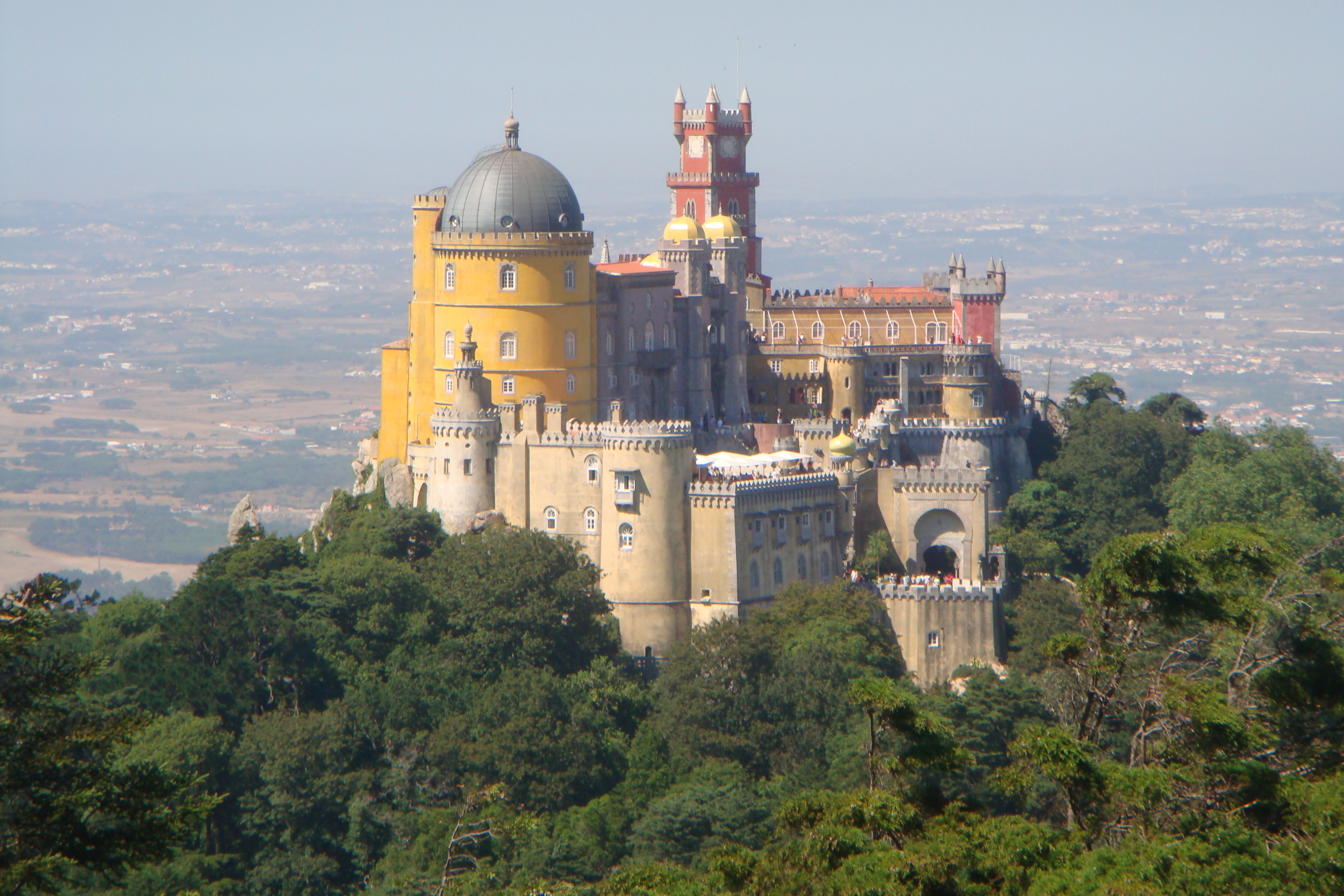
Національний Палац Пена в Сінтрі, Португалія.
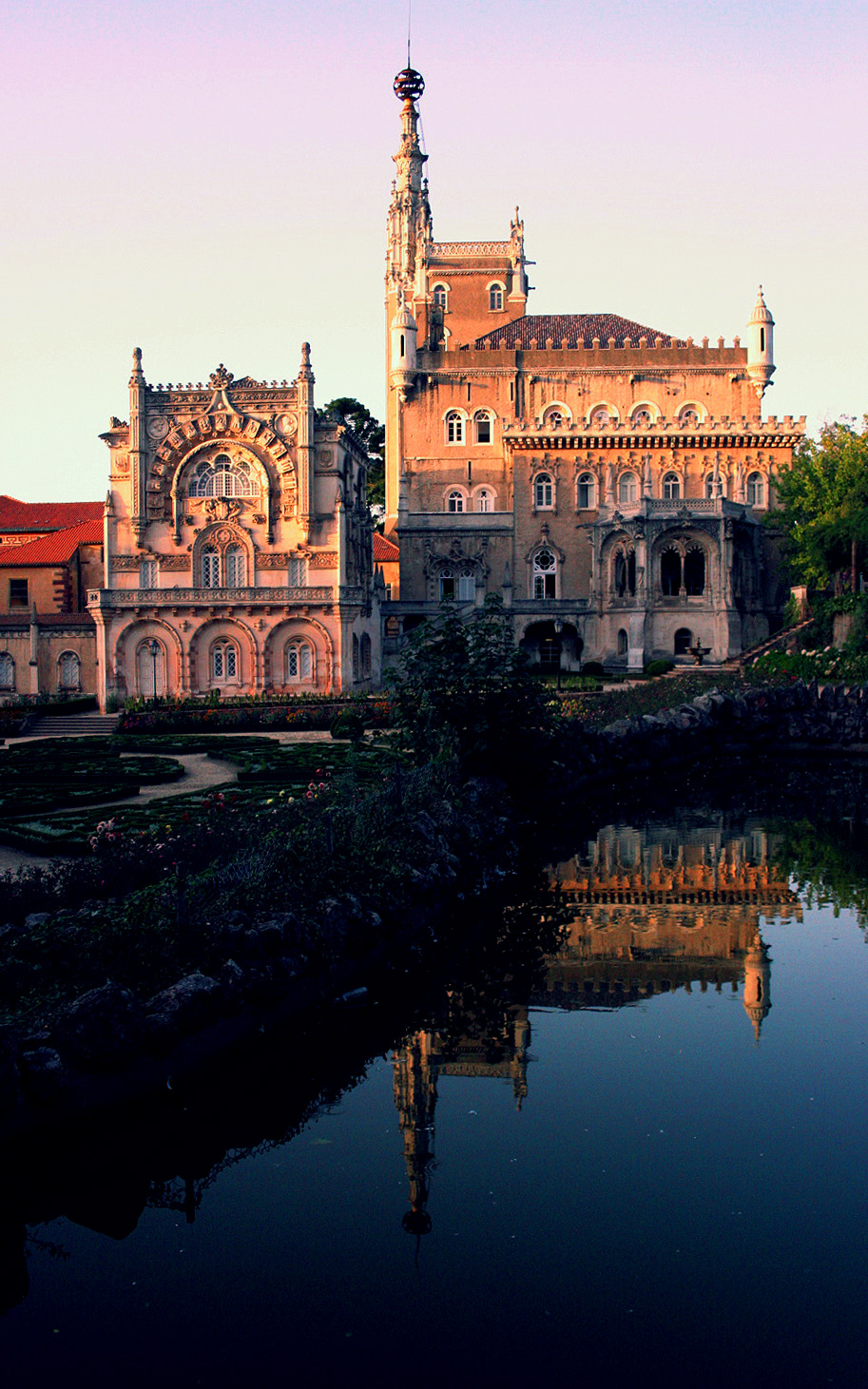
Палац Готель ду Бузаку в місті Буссаку, Португалія
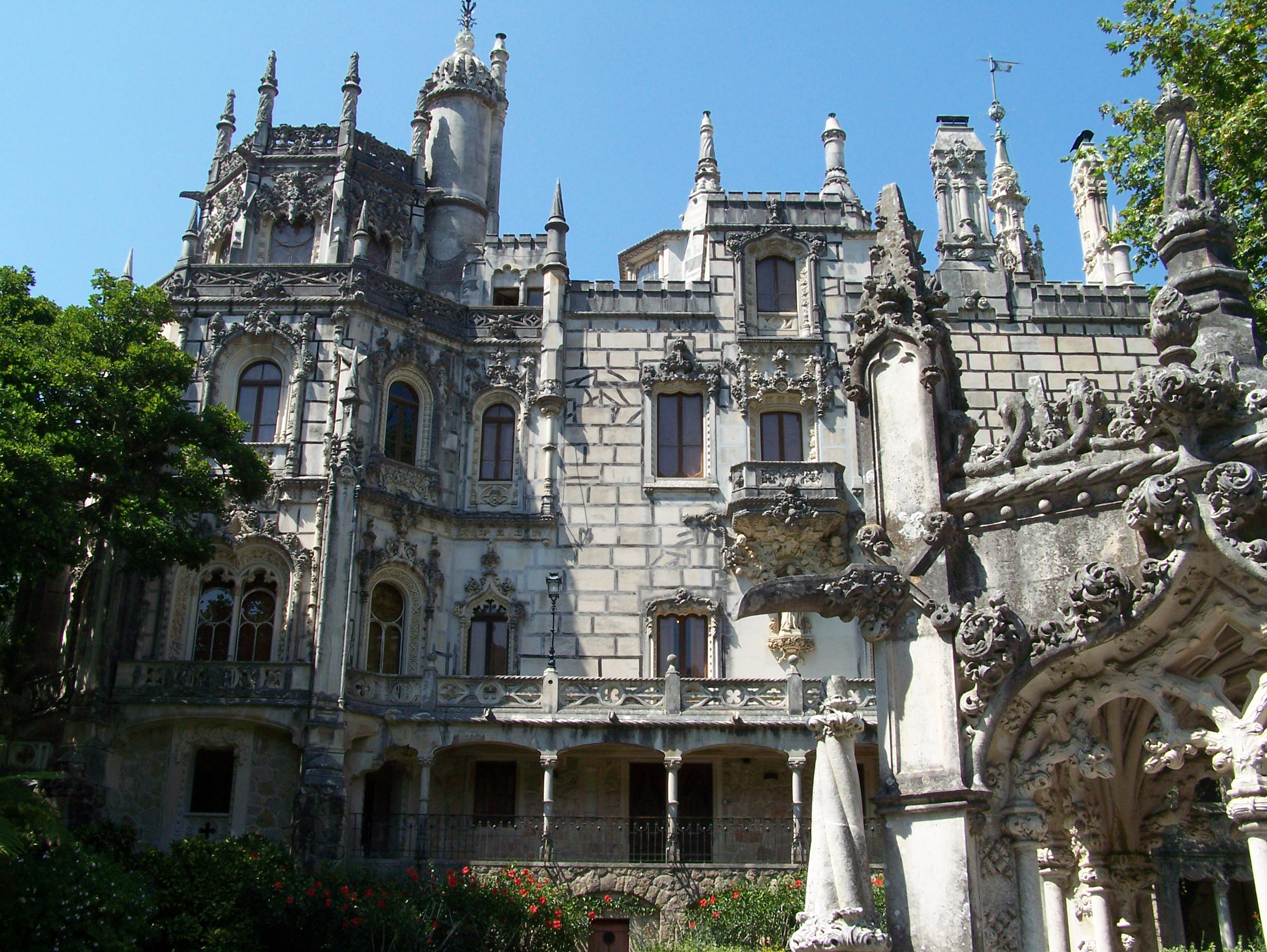
Кінта-да-Регалейра в Сінтрі, Португалія
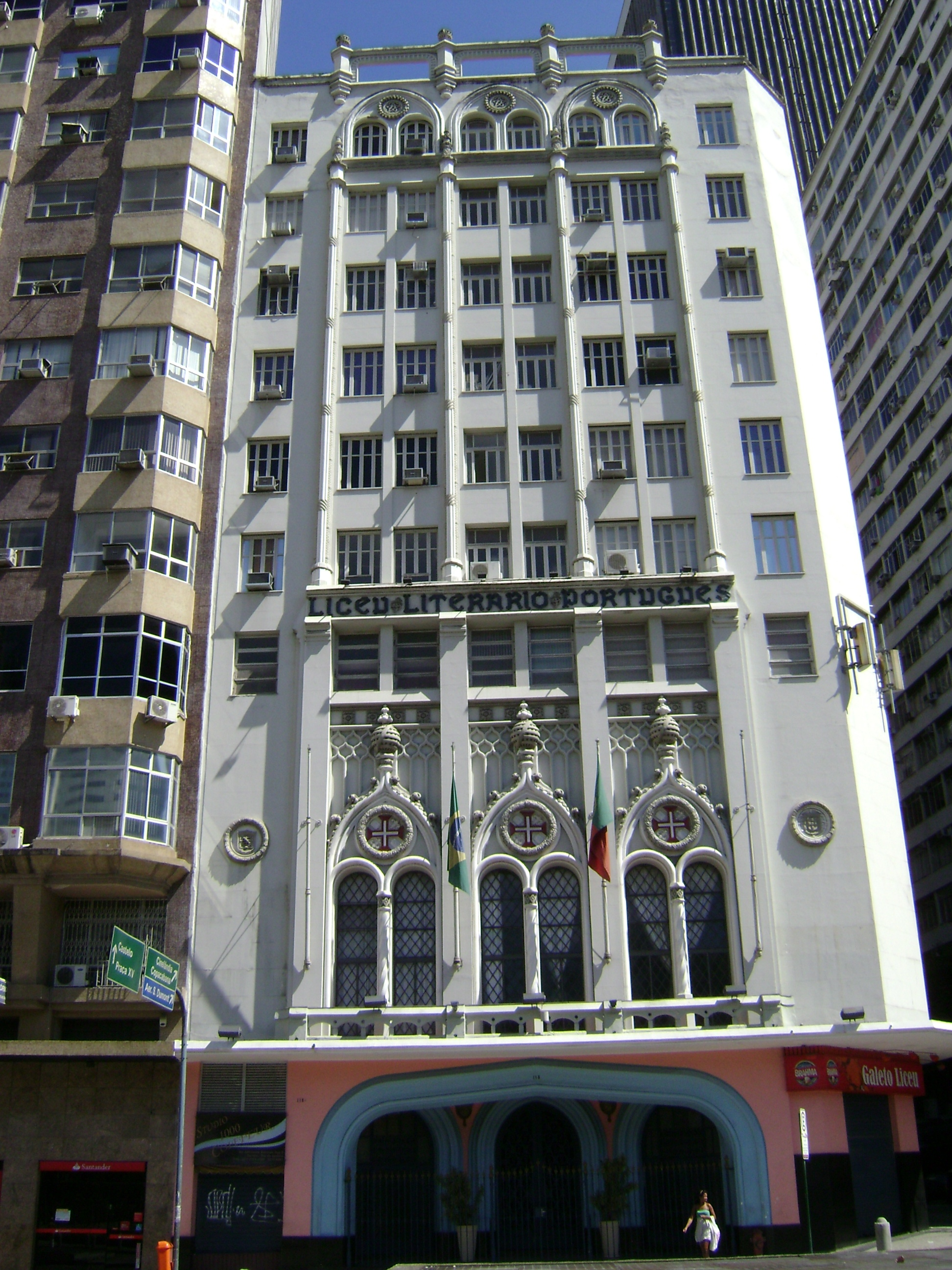
Португальський ліцей в Ріо-де-Жанейро, Бразилія
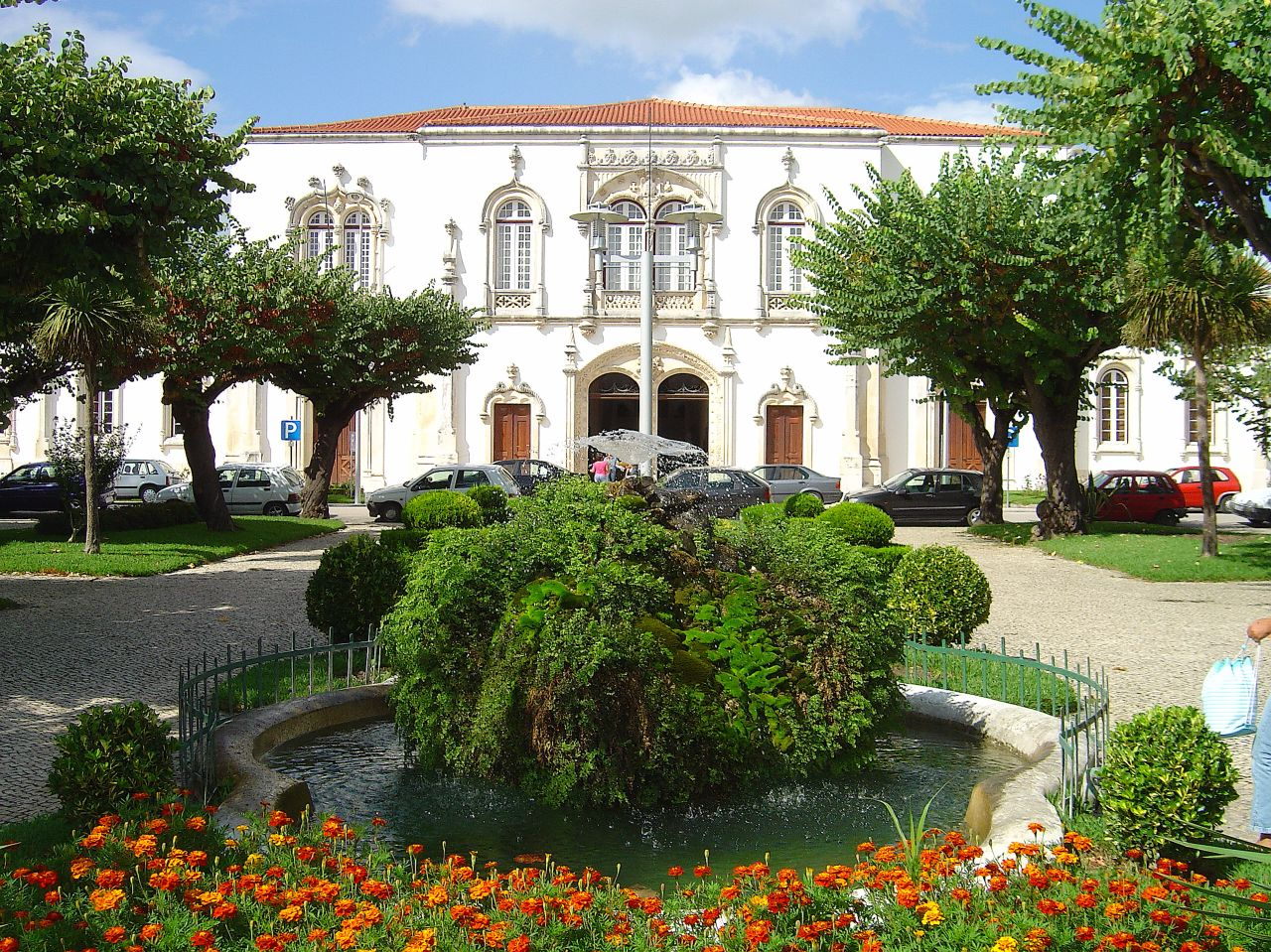
Ратуша в місті Соре, Португалія
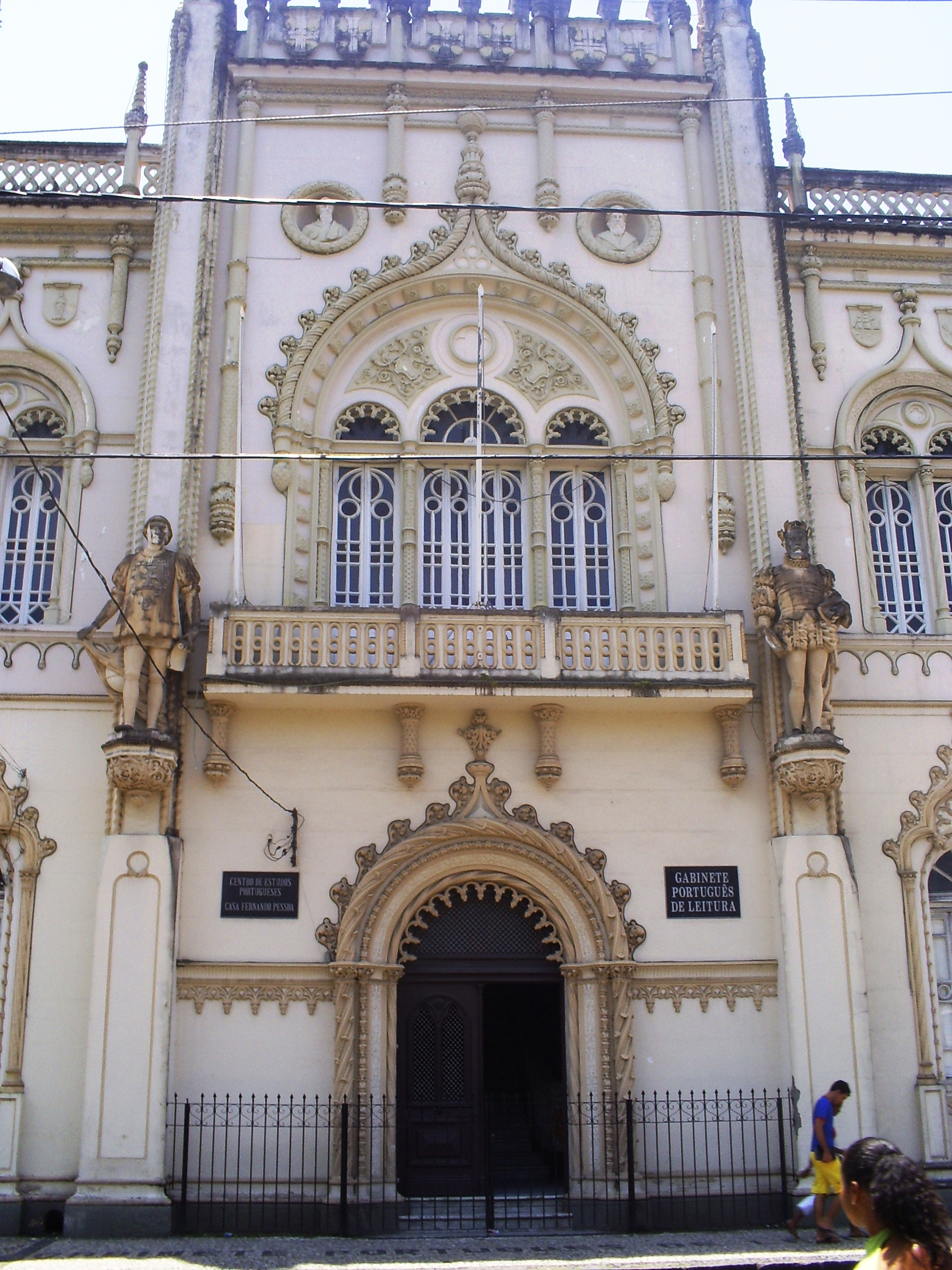
Португальська бібліотека  в місті Баїя, Бразилія
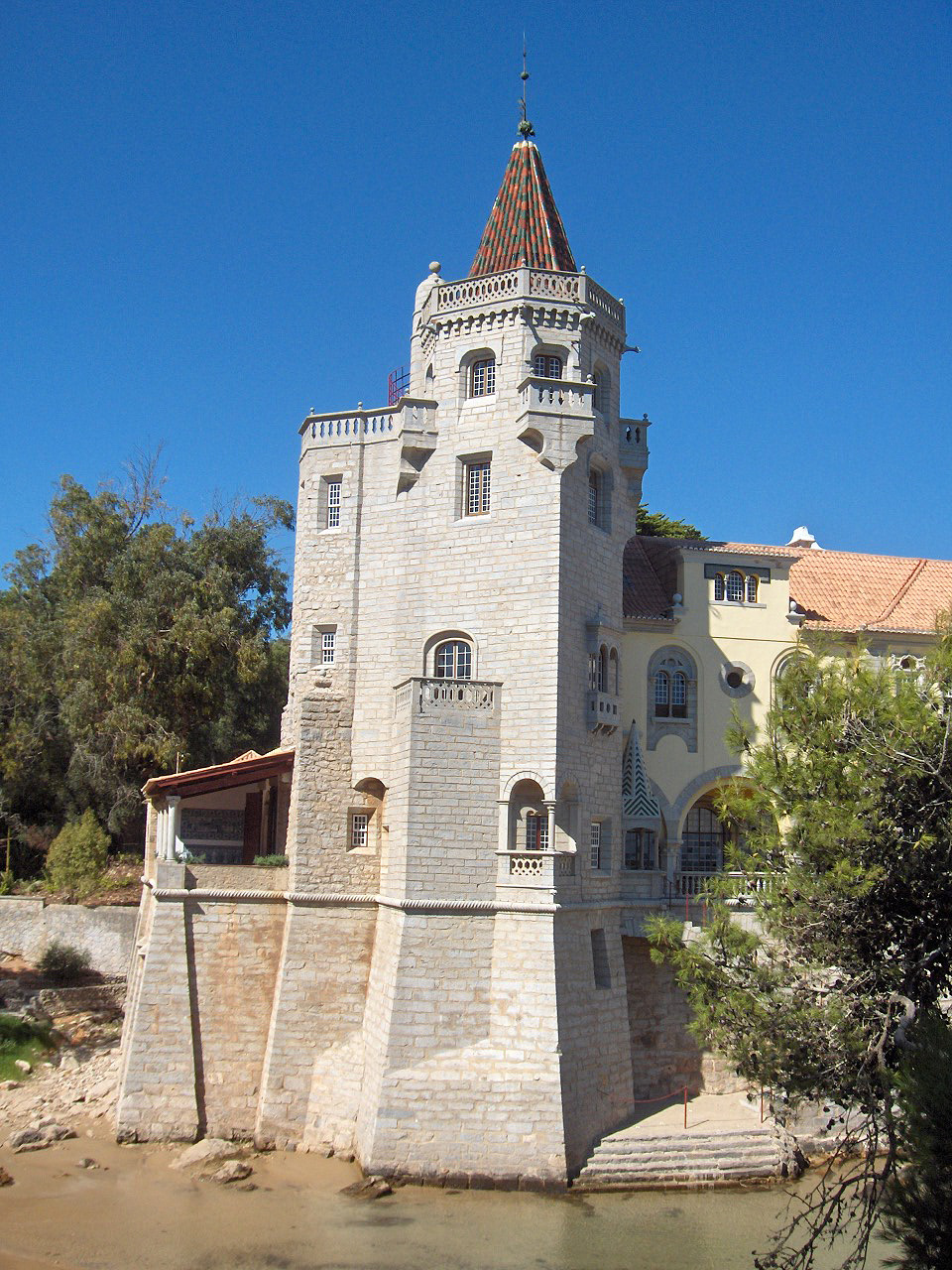
Палац графів Кастро Гімараеш в Кашкайш, Португалія
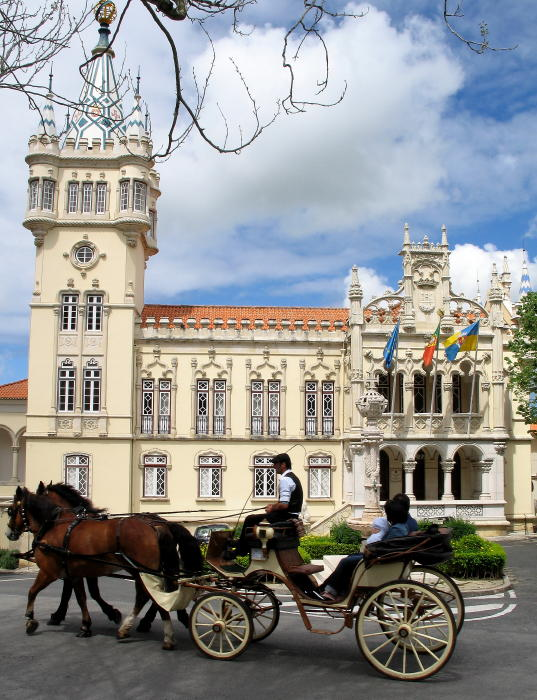
Ратуша в Сінтрі, Португалія
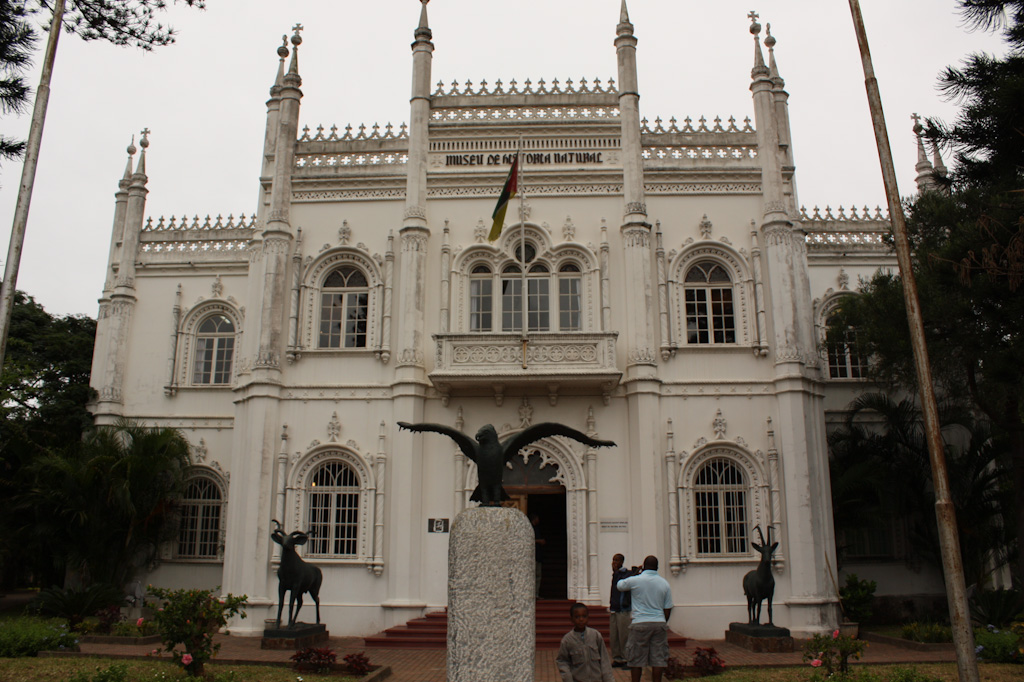
Музей природознавства в Мапуту, Мозамбік